# Стелян Мочулеску
Стелян Мочулеску (рум. Stelian Moculescu; нар. 6 травня 1950, Брашов) — румунський волейбольний тренер, колишній волейболіст.

## Життєпис
Народився 6 травня 1950 року в Брашові.
Грав у клубах «Тимішоара» (1964—1970), «Рапід» (Бухарест, 1970—1972), «Мюнстер» (1972—1973), «Мюнхен 1860» (1973—1980), «Тироль» (Відень, 1980—1981), «Пасау 1862» (1981—1983).
Тренував:
- чоловічі збірні ФРН (1988—1990), Німеччини[5] (2000—2008), Румунії (2009—2012),
- клуби, зокрема, німецькі «Мільбертсгофен» (1990—1991), «Дахау» (1991—1997), «Фрідріхсгафен» (1997—2016), «Берлін Рециклінг Воллейс» (Berlin Recycling Volleys[6], 2017—2018).

## Досягнення

### Тренер
клубні
- Переможець Ліги чемпіонів ЄКВ 2007[7]